# Penstemon mucronatus
Espèce
Penstemon mucronatus  est une espèce de plantes de la famille des Plantaginacées, originaire d'Amérique du Nord. Elle est connue sous le nom de  Beardtongue en anglais. Il s’agit d’une variété de Penstemon pachyphyllus.

## Description
Cette espèce est pérenne qui peut atteindre 45 cm de hauteur. Les fleurs sont généralement de couleur bleue.
.